# Aviolet
是塞爾維亞的全服務航空公司，總部設在該國首都貝爾格萊德，於2014年成立，它為塞爾維亞航空的子公司。

## 航點
| 旗幟 | 城市       | 國家     | 機場名稱                    | 備註     |
|      | 貝爾格萊德 | 塞爾維亞 | 貝爾格萊德尼古拉·特斯拉機場 | 樞紐機場 |

## 外部連結
- 官方網站（页面存档备份，存于）（塞爾維亞文）（英文）